# One Detroit Center
One Detroit Center (произносится Уан Детройт Сентер) — офисный небоскрёб в Финансовом районе Детройта, штат Мичиган, США. Занимает вторую строчку в списке самых высоких зданий города (после Ренессанс-центра) и также вторую строчку в списке самых высоких зданий штата. Тем не менее, в аналогичном списке для всех США One Detroit Center не входит даже в первые две с половиной сотни небоскрёбов страны по высоте. Ранее был известен под названием Comerica Tower.

## Описание
В здании, построенном в стиле постмодернизма, арендуют офисы многие детройтские фирмы. Например, с самого открытия небоскрёба там находится штаб-квартира Dickinson Wright, которая на 2007 год занимала около 8 % всех помещений; до 2011 года там находился крупный офис компании Comerica; офисы Quicken Loans. Есть ресторан. Крышу украшают неоготические шпили во фландрийском стиле. С начала 2000-х годов рассматривается проект по возведению рядом схожего здания под рабочим названием Two Detroit Center, в 2002 году там даже была выстроена 8-этажная надземная парковка под будущее здание на 1000 машино-мест, но по состоянию на 2015 год проект небоскрёба-близнеца находится в замороженном состоянии.

### Основная информация
- Годы строительства — с 1991 по 1993[5]
- Адрес — Детройт, 500 Вудвард-авеню[5]
- Максимальная высота (по шпилю) — 188,7 м
- Количество этажей — 43 надземных и 2 подземных[1]
- Количество лифтов — 22[1]
- Площадь внутренних помещений — 155 584 м²[1]
- Архитекторы — Филип Джонсон и Джон Бёрджи[англ.]
- Застройщик — Hines Interests Limited Partnership[англ.]